# Movies
Az 1979-es Movies Holger Czukay nagylemeze. Szerepel az 1001 lemez, amit hallanod kell, mielőtt meghalsz című könyvben.

## Az album dalai
|    | Cím                         | Szerző(k)     | Hossz |
| -- | --------------------------- | ------------- | ----- |
| 1. | Cool in the Pool            | Holger Czukay | 5:03  |
| 2. | Oh Lord, Give Us More Money | Czukay        | 13:12 |
| 3. | Persian Love                | Czukay        | 6:26  |
| 4. | Hollywood Symphony          | Czukay        | 15:23 |
| 5. | Cool in the Pool            | Czukay        | 4:58  |

## Közreműködők
- Holger Czukay – basszusgitár, gitár, billentyűk, szintetizátor, ének
- Rebop Kwaku Baah – orgona
- Michael Karoli – gitár
- Jaki Liebezeit – dob, ütőhangszerek
- Irmin Schmidt – zongora